# چاه افتخار
چاه افتخار، روستایی در دهستان امیرآباد بخش صوغان شهرستان ارزوئیه در استان کرمان ایران است.

## جمعیت
بر پایه سرشماری عمومی نفوس و مسکن در سال ۱۳۹۵، جمعیت این روستا برابر با ۶۲ نفر (۱۹ خانوار) بوده‌است.